# Utetheisa comptella
Utetheisa comptella är en fjärilsart som beskrevs av Guen. Utetheisa comptella ingår i släktet Utetheisa och familjen björnspinnare. Inga underarter finns listade i Catalogue of Life.